# Brad Hunt
Pour les articles homonymes, voir Hunt.
Brad Hunt (né le 24 août 1988 à Maple Ridge dans la province de Colombie-Britannique au Canada) est un joueur professionnel canadien de hockey sur glace. Il évolue au poste de défenseur.

## Biographie
Ayant évolué pour l'Express de Burnaby au niveau junior A dans la BCHL, il rejoint en 2008 les rangs universitaires américains en s'aligant pour les Beavers de l'Université d'État de Bemidji. Il performe assez bien à l'université, accumulant notamment plus de 30 points à ses deux premières saisons, ce qui lui vaut notamment une présence dans la première équipe d'étoiles dans la division CHA en 2009 et 2010.
Après avoir terminé ses études, il commence sa carrière professionnelle avec les Wolves de Chicago dans la LAH vers la fin de la saison 2011-2012. Après une autre saison avec les Wolves, il signe un contrat dans la Ligue nationale de hockey avec les Oilers d'Edmonton durant l'été 2013. Jouant tout de même dans la LAH, il fait par contre ses premiers pas dans la LNH durant la saison 2013-2014 avec les Oilers.
Après trois saisons avec l'organisation des Oilers où il joua majoritairement dans la LAH, il signe avec les Blues de Saint-Louis en juillet 2016. Le 16 janvier 2017, il est réclamé au ballotage par les Predators de Nashville.
Durant l'été 2017, il s'entend pour deux ans avec les Golden Knights de Vegas, équipe de la LNH nouvellement formée.
Le 21 janvier 2019, il est échangé au Wild du Minnesota avec un choix de 6e ronde en 2019 en retour d'un choix conditionnel de 5e tour en 2019. 

## Statistiques

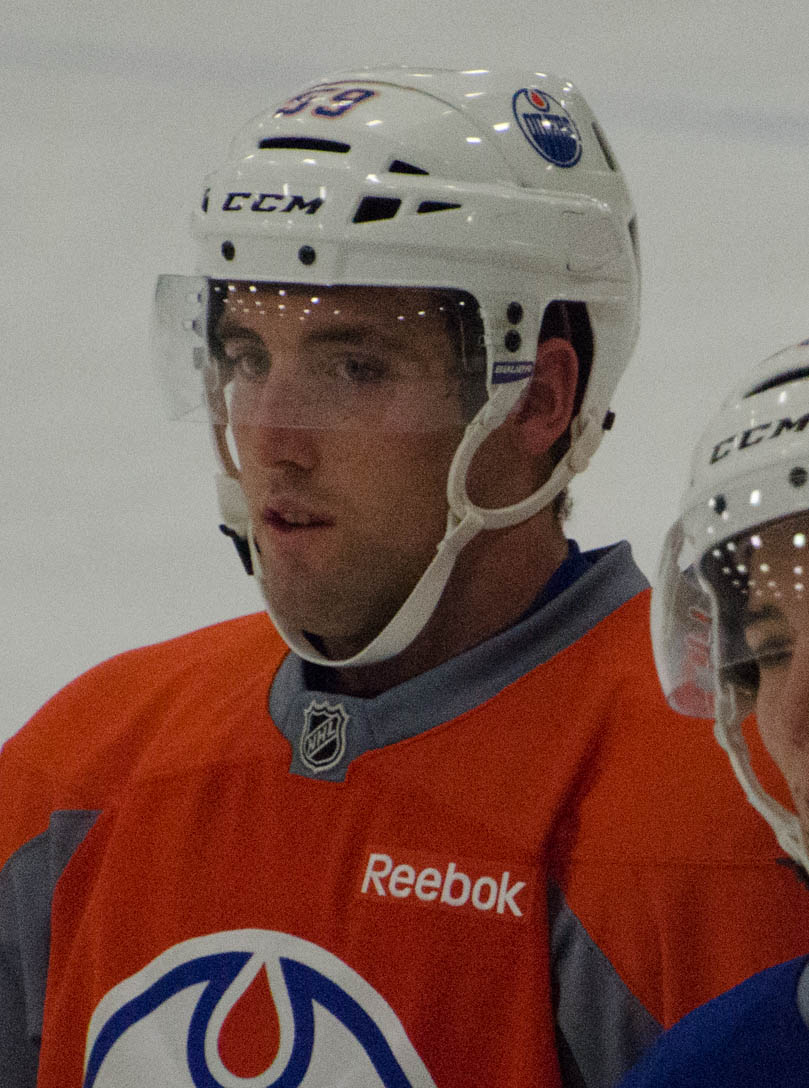
Hunt avec les Oilers d'Edmonton en septembre 2014.

| Saison     | Équipe                       | Ligue      |     | Saison régulière | Saison régulière | Saison régulière | Saison régulière | Saison régulière |   | Séries éliminatoires | Séries éliminatoires | Séries éliminatoires | Séries éliminatoires | Séries éliminatoires |
| Saison     | Équipe                       | Ligue      | PJ  | B                | A                | Pts              | Pun              | PJ               | B | A                    | Pts                  | Pun                  |                      |                      |
| 2005-2006  | Express de Burnaby           | BCHL       | 3   | 0                | 0                | 0                | 0                | 2                | 0 | 0                    | 0                    | 0                    |                      |                      |
| 2006-2007  | Express de Burnaby           | BCHL       | 60  | 4                | 34               | 38               | 65               | 14               | 2 | 6                    | 8                    | 16                   |                      |                      |
| 2007-2008  | Express de Burnaby           | BCHL       | 59  | 16               | 35               | 51               | 51               | -                | - | -                    | -                    | -                    |                      |                      |
| 2008-2009  | Université d'État de Bemidji | CHA        | 37  | 9                | 23               | 32               | 24               | -                | - | -                    | -                    | -                    |                      |                      |
| 2009-2010  | Université d'État de Bemidji | CHA        | 37  | 7                | 26               | 33               | 35               | -                | - | -                    | -                    | -                    |                      |                      |
| 2010-2011  | Université d'État de Bemidji | WCHA       | 38  | 3                | 18               | 21               | 33               | -                | - | -                    | -                    | -                    |                      |                      |
| 2011-2012  | Université d'État de Bemidji | WCHA       | 38  | 5                | 21               | 26               | 8                | -                | - | -                    | -                    | -                    |                      |                      |
| 2011-2012  | Wolves de Chicago            | LAH        | 14  | 1                | 4                | 5                | 8                | 5                | 1 | 3                    | 4                    | 0                    |                      |                      |
| 2012-2013  | Wolves de Chicago            | LAH        | 65  | 4                | 29               | 33               | 22               | -                | - | -                    | -                    | -                    |                      |                      |
| 2013-2014  | Barons d'Oklahoma City       | LAH        | 66  | 11               | 39               | 50               | 34               | 3                | 1 | 0                    | 1                    | 4                    |                      |                      |
| 2013-2014  | Oilers d'Edmonton            | LNH        | 3   | 0                | 0                | 0                | 0                | -                | - | -                    | -                    | -                    |                      |                      |
| 2014-2015  | Oilers d'Edmonton            | LNH        | 11  | 1                | 2                | 3                | 0                | -                | - | -                    | -                    | -                    |                      |                      |
| 2014-2015  | Barons d'Oklahoma City       | LAH        | 62  | 19               | 32               | 51               | 18               | 10               | 3 | 7                    | 10                   | 6                    |                      |                      |
| 2015-2016  | Condors de Bakersfield       | LAH        | 57  | 13               | 28               | 41               | 18               | -                | - | -                    | -                    | -                    |                      |                      |
| 2015-2016  | Oilers d'Edmonton            | LNH        | 7   | 0                | 0                | 0                | 2                | -                | - | -                    | -                    | -                    |                      |                      |
| 2016-2017  | Wolves de Chicago            | LAH        | 23  | 9                | 20               | 29               | 6                | -                | - | -                    | -                    | -                    |                      |                      |
| 2016-2017  | Blues de Saint-Louis         | LNH        | 9   | 1                | 4                | 5                | 2                | -                | - | -                    | -                    | -                    |                      |                      |
| 2016-2017  | Predators de Nashville       | LNH        | 3   | 0                | 1                | 1                | 0                | -                | - | -                    | -                    | -                    |                      |                      |
| 2017-2018  | Golden Knights de Vegas      | LNH        | 45  | 3                | 15               | 18               | 6                | -                | - | -                    | -                    | -                    |                      |                      |
| 2018-2019  | Golden Knights de Vegas      | LNH        | 13  | 2                | 5                | 7                | 2                | -                | - | -                    | -                    | -                    |                      |                      |
| 2018-2019  | Wild du Minnesota            | LNH        | 29  | 3                | 2                | 5                | 6                | -                | - | -                    | -                    | -                    |                      |                      |
| 2019-2020  | Wild du Minnesota            | LNH        | 59  | 8                | 11               | 19               | 6                | 4                | 0 | 0                    | 0                    | 2                    |                      |                      |
| 2020-2021  | Wild du Minnesota            | LNH        | 12  | 1                | 0                | 1                | 4                | -                | - | -                    | -                    | -                    |                      |                      |
| 2021-2022  | Canucks de Vancouver         | LNH        | 50  | 3                | 14               | 17               | 12               | -                | - | -                    | -                    | -                    |                      |                      |
| 2022-2023  | Avalanche du Colorado        | LNH        | 47  | 4                | 6                | 10               | 12               | 1                | 0 | 0                    | 0                    | 0                    |                      |                      |
| 2022-2023  | Eagles du Colorado           | LAH        | 24  | 7                | 14               | 21               | 12               | 2                | 0 | 1                    | 1                    | 2                    |                      |                      |
| Totaux LNH | Totaux LNH                   | Totaux LNH | 288 | 26               | 60               | 86               | 52               | 5                | 0 | 0                    | 0                    | 2                    |                      |                      |

## Trophées et honneurs personnels

### College Hockey America
- 2008-2009 :
  - nommé dans la première équipe d'étoiles (1)
  - nommé dans l'équipe des recrues
  - nommé recrue de l'année
- 2009-2010 : nommé dans la première équipe d'étoiles (2)

### Ligue américaine de hockey
- 2012-2013 : participe au Match des étoiles (1)
- 2013-2014 : nommé dans la deuxième équipe d'étoiles
- 2014-2015 :
  - participe au Match des étoiles (2)
  - nommé dans la première équipe d'étoiles
- 2015-2016 : participe au Match des étoiles (3)